# 臺灣八景鵝鑾鼻紀念碑
臺灣八景鵝鑾鼻紀念碑是一座位於臺灣屏東縣恆春鎮鵝鑾鼻的紀念碑。為因應臺灣「臺灣新八景」票選活動而設立，當前位於鵝鑾鼻燈塔南側。

## 沿革
1927年5月，《台灣日日新報》受到《大阪每日新闻》東京《日日新聞社》、票選「日本新八景」影響，於臺灣發起「臺灣新八景」票選活動，並獲得臺灣總督府交通局的後援。票選活動採取民眾投票方式進行新八景募集，投票日期自6月10日到7月10日止，包括範圍則包括臺灣和日本本土皆可投，民眾可使用官製繪葉書（明信片）或投票用紙寫出推薦的代表名勝，且可重複投票。
後在第一階段，票選採「邊開邊投」的方式進行，7月8日，「ガランピ燈臺」(鵝鑾鼻燈塔的片假名)以1千萬票獲得高票。最終參加總票數高達三億五千九百多萬票，第二階段交給臺灣新八景審查委員（包含木下信、井手薰、石黑英彥、林熊光、小原時雄、尾崎秀真、加福均三等人），該審查基準為：
- 一、為臺灣景色，有特色者。

- 二、規模不小者。

- 三、交通便利以利將來可能的施設。

- 四、考慮史跡及天然記念物。

- 五、考慮亙全島地理的分布[3]。

8月25日審查委員於臺灣鐵道飯店討論，最後8月27日於報紙上公布選出的「八景」、「十二勝」與「二別格」，鵝鑾鼻燈塔以35,105,180票拔得頭籌。
1929年3月下旬，《台灣日日新報》發布將在鵝鑾鼻燈塔旁設立臺灣八景紀念碑的消息，同年9月25日，則正式向臺灣總督府提出在高雄州恆春郡恆春庄鵝鑾鼻505番地（官有地）設立臺灣八景紀念碑申請許可，並於同年12月1日舉行落成式。
戰後初期，紀念碑基座、位置甚至連紀念碑方位遭到改變，石碑背面的碑文也遭到水泥塗抹破壞，僅剩前方的「臺灣八景 鵞鑾鼻」字樣仍完整保留。
1982年成立鵝鑾鼻公園，以鵝鑾鼻燈塔為主體，規劃出鄰近五十公頃的風景區，臺灣八景鵝鑾鼻紀念碑被視為該公園主要設施而被保留，目前已劃為國家公園管理。

## 設計
台灣八景鵝鑾鼻紀念碑正面的文字是由總督府職員高井得堂題字，需注意處包括「鵝」字樣寫成「鵞」字。，紀念碑背面刻上台灣日日新報社撰寫的立碑緣由，內文如下：

臺灣古稱蓬萊，美麗之島。第以交通未啟，靈勝之地多秘而不彰。昭和二年夏，募八景，投票擇其尤者；經審查委員實地審視，以是地名實相符，乃定為八景之一焉。

## 另見
- 台灣最南點
- 臺灣關界碑
- 鵝鑾鼻神社
- 墾丁國家公園